# Сенегальська федерація футболу
Сенегальська федерація футболу (ісп. Senegalese Football Association, фр. Fédération Sénégalaise de Football) — організація, що здійснює контроль та управління футболом в Сенегалі. Розташовується у Дакарі. СФФ заснована у 1960 році, вступила до КАФ та у ФІФА у 1964 році. У 1975 році стала членом-засновником Західноафриканського футбольного союзу. Федерація організує діяльність та керує національними збірними з футболу (чоловічою, жіночою, молодіжними). Під егідою федерації проводиться чемпіонат та кубок країни та багато інших змагань.
У 2012 році під час кваліфікації до АФКОН 2013 року матч-відповідь Сенегалу проти Кот-д'Івуару був припинений після 74 хвилини, після того, як велика група сенегальських вболівальників, незадоволених суддівськими рішеннями, почала заворушення. Внаслідок цього Сенегал був дискваліфікований з АФКОН-2013, а КАФ заборонив проведення матчів на стадіоні «Леопольд Седар Сенгор» терміном на 1 рік, також оштрафувавши СФФ на 100 000 доларів США.
У 2020 році внаслідок пандемії COVID-19 виконавчий комітет СФФ за порадою Медичного комітету федерації проголосував за скасування решти сезону 2019-20 років. В рамках цього кроку підвищення та пониження в класі були зупинені; хоча ФК «Теунгут» та «Джарааф» були відібрані представляти Сенегал на континентальному рівні в наступному сезоні. СФФ також оголосила, що забезпечить фінансовий стимул для команд.